# 比爾茲利 (明尼蘇達州)
比爾茲利（英語：Beardsley）是一個位於美國明尼蘇達州大石湖縣的城市。

## 人口
根據2020年美國人口普查的數據，比爾茲利的面積為1.23平方千米，當中陸地面積為1.22平方千米，而水域面積為0.01平方千米。當地共有人口216人，而人口密度為每平方千米176人。